# Fleischmannia leucocephala
Fleischmannia leucocephala là một loài thực vật có hoa trong họ Cúc. Loài này được (Benth.) R.M. King & H. Rob. mô tả khoa học đầu tiên.